# Новосельцев Юрій Євгенович
Юрій Євгенович Новосельцев (рос. Юрий Евгеньевич Новосельцев; нар. 26 березня 1964) —радянський, російський та український футболіст, захисник.

## Життєпис
Професіональну кар'єру розпочинав у 1986 році в андижанському «Пахтакорі». У 1988 році виступав за алмаликський «Металург». У 1989 році перейшов в «Океан» з Находки. У 1990 провів 1 матч за майкопську «Дружбу». Після розпаду СРСР «Океан» стартував у Вищій лізі Росії. Дебютував у вищому дивізіоні 3 квітня 1992 року, вийшовши в стартовому складі «Океану», у виїзному матчі 2-го туру проти московського «Локомотива», ту гру він до кінця не дограв, поступившись місцем на полі на 87-й хвилині зустрічі Роману Тихоновецкому. У 1993 році перейшов до запорізького «Металурга». З 1994 по 1995 рік виступав за «Дністровець». У 1996 році грав за інший клуб із Запоріжжя — «Віктор». Завершив професіональну кар'єру в 1997 році в клубі «Полісся» з Житомира. Футбольну кар'єру завершив у 1998 році в футболці аматорського клубу «Нива» (Випасне).